# 1924 en fantasy
| Années de la fantasy : 1921 - 1922 - 1923 - 1924 - 1925 - 1926 - 1927    |
| Décennies de la fantasy : 1890 - 1900 - 1910 - 1920 - 1930 - 1940 - 1950 |

L'année 1924 a connu, en matière de fantasy, les faits suivants. 

## Parutions littéraires

### Nouvelles et contes
- La Fille du roi des elfes (The King of Elfland's Daughter), conte fantastique écrit par Lord Dunsany

## Sorties audiovisuelles
- Raoul Walsh :
  - Le Voleur de Bagdad